# 石川県道212号中尾津幡線
石川県道212号中尾津幡線（いしかわけんどう212ごう なかおつばたせん）は、石川県金沢市と同県河北郡津幡町とを結ぶ一般県道（石川県道）である。

## 概要
- 起点：石川県金沢市中尾町イ92番地先（＝国道359号交点）
- 終点：石川県河北郡津幡町字加賀爪ヌ61番地先（＝白鳥橋詰交差点・石川県道59号高松津幡線、石川県道217号川尻津幡線交点）

起点は、富山県との県境から500mほどの金沢市北東の山間部にある中尾町。山間部を北西に下り、津幡町市街地へ入る。IRいしかわ鉄道線を高架で渡り、石川県立津幡高等学校前を経て、JR七尾線を踏切で渡る。津幡総合体育館前や津幡警察署前を経て、終点に至る。全線両側2車線（片側1車線）の道である。

## 歴史
- 1960年（昭和35年）10月15日：路線認定。

## 通過する自治体
- 石川県
  - 金沢市 - 河北郡津幡町

## 接続路線
- 国道359号（金沢市中尾町：起点）
- 石川県道214号仮生末友線（河北郡津幡町仮生）
- 石川県道215号森本津幡線（津幡町浅田・浅田交差点）
- 石川県道59号高松津幡線、石川県道217号川尻津幡線（津幡町加賀爪・白鳥橋詰交差点：終点）

## 周辺施設
- チェリーゴルフクラブ 金沢東コース
- 松根城跡
- 旭日もくようクラブ（旧金沢市立上平小学校）
- 津幡川
- 材木川
- 石川ゴルフ倶楽部
- 萩坂保育所
- 津幡町立萩野台小学校
- 旭山工業団地
  - シブヤマシナリー 本社工場（澁谷工業グループ）
- 北陸新幹線
- 特別養護老人ホーム ふぃらーじゅ
- IRいしかわ鉄道線
- 石川県立津幡高等学校
- 津幡町総合体育館
- 津幡町テニスコート
- 津幡町立津幡中学校
- 津幡警察署
- カジマート みなみ店
- 河北中央病院
- NTT西日本 津幡電話交換所